# Latin American Poker Tour Saison 8
Résultats et tournois de la saison 8 du Latin American Poker Tour (LAPT).

## Résultats et tournois

### LAPT 8PokerStars Caribbean Adventure
- Lieu : Atlantis Resort & Casino, Paradise Island,  Bahamas[1]
- Prix d'entrée : 3 000 $[1]
- Date : Du 7 au 9 janvier 2015[1]
- Nombre de joueurs :  532
- Prize Pool : 1 945 238 $
- Nombre de places payées :  111

| Place | Nom                 | Prix      |
| ----- | ------------------- | --------- |
| 1er   | Joshua Kay          | 367 928 $ |
| 2e    | Martin Finger       | 223 900 $ |
| 3e    | Stefan Jedlicka     | 158 740 $ |
| 4e    | Jose Garcia         | 119 820 $ |
| 5e    | Taylor Paur         | 94 920 $  |
| 6e    | Dimitar Danchev     | 71 780 $  |
| 7e    | Jonathan Borenstein | 51 540 $  |
| 8e    | Mustapha Kanit      | 35 200 $  |
| 9e    | Galen Hall          | 27 820 $  |

### LAPT 8 Viña del Mar
- Lieu : Casino Enjoy, Viña del Mar,  Chili[2]
- Prix d'entrée : 2 500 $[2]
- Date : Du 6 au 10 mars 2015[2]
- Nombre de joueurs :  410
- Prize Pool : 904 460 $
- Nombre de places payées :  55

| Place | Nom                      | Prix      |
| ----- | ------------------------ | --------- |
| 1er   | Oscar Alache Orrego      | 131 962 $ |
| 2e    | Renata Teixeira de Paulo | 113 460 $ |
| 3e    | Osvaldo Javier Venegas   | 86 505 $  |
| 4e    | José Ignacio Barbero     | 100 073 $ |
| 5e    | Justo Lagos              | 51 460 $  |
| 6e    | Fabian Robah             | 39 620 $  |
| 7e    | Rodrigo Valderrama       | 29 480 $  |
| 8e    | Rodrigo Varas            | 21 340 $  |

### LAPT 8 Panama
- Lieu : Sortis Hotel, Spa & Casino, Panama,  Panama[3]
- Prix d'entrée : 2 500 $[3]
- Date : Du 8 au 12 mai 2015[3]
- Nombre de joueurs :  422
- Prize Pool : 930 932 $
- Nombre de places payées :  63

| Place | Nom               | Prix      |
| ----- | ----------------- | --------- |
| 1er   | Shakeeb Kazemipur | 180 112 $ |
| 2e    | Olga Iermolcheva  | 113 580 $ |
| 3e    | Tullio Juárez     | 81 460 $  |
| 4e    | Francisco Rocha   | 64 700 $  |
| 5e    | François Lincourt | 50 740 $  |
| 6e    | Damián Salas      | 39 760 $  |
| 7e    | Pierce McKellar   | 29 880 $  |
| 8e    | Derek Ecenarro    | 21 220 $  |

### LAPT 8 Lima
- Lieu : Atlantic City Casino, Lima,  Pérou[4]
- Prix d'entrée : 2 500 $[4]
- Date : Du 17 au 21 juillet 2015[4]
- Nombre de joueurs :  366
- Prize Pool : 807 396 $
- Nombre de places payées :  55

| Place | Nom                  | Prix      |
| ----- | -------------------- | --------- |
| 1er   | Claudio Gali         | 135 876 $ |
| 2e    | Chadi Moustapha      | 120 000 $ |
| 3e    | Daniel Restrepo      | 71 780 $  |
| 4e    | Cristian Ruiz        | 58 060 $  |
| 5e    | Marcus Filho         | 45 940 $  |
| 6e    | Hélio Bandeira Neves | 35 360 $  |
| 7e    | José Muñoz           | 26 320 $  |
| 8e    | Ricardo Rabah        | 19 060 $  |

### LAPT 8 Punta del Este
- Lieu : Conrad Punta del Este Resort & Casino, Punta del Este,  Uruguay[5]
- Prix d'entrée : 3 300 $[5]
- Date : Du 18 au 22 septembre 2015[5]
- Nombre de joueurs :  267
- Prize Pool : 776 970 $
- Nombre de places payées :  40

| Place | Nom                  | Prix      |
| ----- | -------------------- | --------- |
| 1er   | Mario López          | 155 730 $ |
| 2e    | Hilario Quijada      | 103 580 $ |
| 3e    | German Christiansen  | 75 760 $  |
| 4e    | Chadi Moustapha      | 61 140 $  |
| 5e    | Ariel Eghi           | 47 940 $  |
| 6e    | Patricio Rojas       | 36 280 $  |
| 7e    | Jorge Alberto Cantos | 26 660 $  |
| 8e    | Rubén Barros         | 19 580 $  |

### LAPT 8 São Paulo Grand Final
- Lieu : Holiday Inn Parque Anhembi, São Paulo,  Brésil[6]
- Prix d'entrée : 10 000 BRL[6]
- Date : Du 25 au 29 novembre 2015[6]
- Nombre de joueurs :  426
- Prize Pool : 3 760 300 BRL
- Nombre de places payées :  63

| Place | Nom              | Prix        |
| ----- | ---------------- | ----------- |
| 1er   | Yuri Martins     | 652 509 BRL |
| 2e    | Afonso Henrique  | 533 871 BRL |
| 3e    | Andrés Herrera   | 329 030 BRL |
| 4e    | Ricardo Chauriye | 261 340 BRL |
| 5e    | Alexandre Rivero | 204 940 BRL |
| 6e    | Carlos Alves     | 160 540 BRL |
| 7e    | Bruno Kawauti    | 120 700 BRL |
| 8e    | Gustavo Lopes    | 85 730 BRL  |